# Strong Persuader
Strong Persuader – piąty album studyjny Roberta Craya, wydany w 1986 roku. Album zajął 13 miejsce na liście Billboard 200 oraz 42 na liście 100 najlepszych albumów lat 80. magazynu Rolling Stone. W 1988 roku album otrzymał Nagrodę Grammy w kategorii Best Contemporary Blues Album.

## Lista utworów
1. "Smoking Gun" (4:07)
2. "I Guess I Showed Her" (3:39)
3. "Right Next Door (Because Of Me)" (4:19)
4. "Nothin' but a Woman (featuring The Memphis Horns)" (3:58)
5. "Still Around" (3:42)
6. "More Than I Can Stand" (2:57)
7. "Foul Play" (4:07)
8. "I Wonder" (3:57)
9. "Fantasized" (4:04)
10. "New Blood" (4:21)

## Wykonawcy
- Fidel Bell – mix
- Charlie Brocco – mix
- Peter Boe – instrumenty klawiszowe
- Bruce Bromberg – producent
- Richard Cousins – gitara basowa
- Robert Cray – gitara, wokal
- David Olson – bębny
- Lee Spath – perkusja
- Andrew Love – saksofon tenorowy
- Wayne Jackson – trąbka, puzon